# Cristian Pellerano
Cristian Pellerano est un footballeur argentin né le 1er février 1982 à Buenos Aires. Il évolue au poste de milieu défensif avec le Tiburones Rojos Veracruz.

## Biographie
Le 24 février 2011, il inscrit un but en Copa Libertadores contre l'équipe uruguayenne de Peñarol (victoire 3-0). 
Au cours de sa carrière, il dispute un total de 20 matchs en Copa Libertadores, atteignant les quarts de finale de cette compétition en 2013 avec le Club Tijuana.

## Palmarès
- Vainqueur de la Copa Sudamericana en 2010 avec le CA Independiente
- Vainqueur de la Ligue des champions de la CONCACAF en 2015 avec le Club América
- Finaliste de la Recopa Sudamericana en 2008 avec l'Arsenal de Sarandi et en 2011 avec le CA Independiente
- Champion du Mexique (Tournoi d'ouverture) en 2012 avec le Club Tijuana